# Кенийская совка
Кенийская совка (лат. Otus ireneae) — вид птиц рода совок семейства совиных. Подвидов не выделяют.

## Описание
Существуют различные цветовые морфы от серого до коричневого и оранжево-рыжего. Крик состоит из повторяющихся «too-too-too-too-too». У самцов более высокий, громкий и четкий крик по сравнению с самками, у которых он более мягкий, приглушенный и низкий. На интенсивность крика кенийских совок влияет конкретное время ночью и фаза луны.

## Распространение
Кенийская совка имеет очень ограниченный ареал в прибрежной Кении и на северо-востоке Танзании. Впервые она был обнаружен в национальном парке Арабуко-Сококе на побережье Кении. Впоследствии были обнаружены 2 другие изолированный популяции.

## Среда обитания
В лесном заповеднике Арабуко-Сококе кенийская совка встречается только в лесах, где преобладают Brachylaena и Cynometra.

## Размножение
Отверстия в деревьях Brachylaena обеспечивают подходящие места для гнездования кенийских совок.

## Образ жизни
Как и другие представители рода Otus, кенийские совки ведут строго ночной образ жизни, что затрудняет изучение их биологии. Они наиболее активны сразу после наступления темноты и перед рассветом.

## Питание
Питаются почти исключительно насекомыми среднего размера, при этом преобладающий тип добычи, вероятно, зависит от доступности в конкретное время; жуки (Coleoptera) и прямокрылые (Orthoptera), по-видимому, потребляются больше всего.